# Géraud-Antoine-Hippolyte de Murat
Géraud-Antoine-Hippolyte, comte de Murat (22 juin 1779, Vic-le-Comte - 23 janvier 1854, château d'Enval), est un haut fonctionnaire et homme politique français.

## Biographie
Fils de François, vicomte de Murat, chevalier, seigneur d'Enval, chevalier de l'ordre royal et militaire de Saint-Louis, et de Josephe-Jeanne-Baptiste-Antoinette de Tinseau, il entra dans la vie publique à la seconde Restauration. Successivement sous-préfet de Châtillon-sur-Seine le 2 août 1815, préfet de l'Aveyron le 8 juillet 1818, préfet des Côtes-du-Nord le 19 juillet 1820, du Nord le 9 janvier 1822 et de la Seine-Inférieure le 30 mars 1828 (de ce fait, il est membre honoraire de l'Académie de Rouen).
Il fut élu député le 14 mai 1829, dans le 2e arrondissement électoral du Nord (Hazebrouck). Il siégea au centre droit, et vota contre l'adresse des 221. Réélu, le 23 juin 1830, il vit son élection invalidée et se représenta devant ses électeurs le 21 octobre de la même année, mais il échoua. Il disparut pendant quelques années de la vie politique et fut nommé pair de France le 15 décembre 1841. Il ne se fit remarquer ni à la Chambre des pairs ni à celle des députés.

## Sources
- « Géraud-Antoine-Hippolyte de Murat », dans Adolphe Robert et Gaston Cougny, Dictionnaire des parlementaires français, Edgar Bourloton, 1889-1891 [détail de l’édition]